# Дворски, Якуб
Якуб Дворски (чеш. Jakub Dvorský) — чешский дизайнер, разработчик компьютерных игр. Автор таких игр, как Samorost и Machinarium, которые получили ряд престижных наград.

## Биография
Якуб Дворски родился в городе Брно (Чехия) в 1978 году. Родители являются художниками, известными не только в Чехии, но и во всём мире. Начал заниматься созданием компьютерных игр ещё со школы. В 1994 году Якуба пригласили в студию NoSense работать в качестве аниматора над игрой Dragon History. Саму студию NoSense основал Павел Поспешил в том же 1994 году со своими друзьями и одноклассниками. Первая игра Dragon History стала первой в Чехии игрой с чешской озвучкой. За 3 года существования (94-97 гг.) NoSense выпустила 3 полноценных игры, но потом студия распалась, так как большинство её сотрудников, включая Якуба, поступили в университеты. Якуб поступил в Академию искусств, архитектуры и дизайна в Праге. В 2003 создал игру Samorost в качестве дипломного проекта, получившую в итоге ряд престижных наград. После окончания учёбы основал компанию Amanita Design, которая выпустила очень известные игры такие, как Samorost, Machinarium и Botanicula. В 2010 году вышел фильм «Возвращение Куки» (рж. Ян Сверак), для которого Якуб делал куклы персонажей картины.

## Игры
Студия NoSense:
- 1995 — Dragon History (Художник)
- 1996 — Katapult (Художник)
- 1997 — Asmodeus (Художник, сценарист)

Студия Amanita Design:
- 2003 — Samorost
- 2004 — Rocketman VC
- 2004 — The Quest for the Rest
- 2005 — Samorost 2
- 2008 — Questionaut
- 2009 — Machinarium[1]
- 2011 — Osada (Продюсер)
- 2012 — Botanicula (Продюсер)
- 2016 — Samorost 3
- 2018 — Chuchel (Продюсер)
- 2019 — Pilgrims
- 2020 — Creaks (Продюсер)
- 2021 — Happy Game (Продюсер)
- 2026 — Phonopolis
- TBA — Безымянная игра

## Фильмы
- 2001 — Nusle (Короткометражный мультфильм, сделанный во время учёбы в Академии)
- 2001 — Psyride (Короткометражный мультфильм, сделанный во время учёбы в Академии)
- 2004 — Plantage (Клип для пост-рок группы Under Byen)
- 2010 — Возвращение Куки (Kuky se vrací)